# Leo Königsberger
Leo Königsberger, también escrito Koenigsberger (15 de octubre de 1837 - 15 de diciembre de 1921), fue un matemático alemán. Es asimismo conocido por su biografía, en tres volúmenes, de Hermann von Helmholtz.

## Biografía
Nacido en Posen (ahora Poznań, Polonia), Königsberger estudió en la Universidad de Berlín con Karl Weierstrass, y donde después daría clases de matemáticas y física (1860-64). Tras unos años en la Universidad de Greifswald, primero como profesor (1864-66) y después como catedrático, 1866-69, pasó por la Universidad de Heidelberg (1869-75), la Technische Universität Dresden (1875-77), y la Universidad de Viena (1877-84). En 1884, regresó a Heidelberg, donde permaneció hasta su jubilación en 1914.

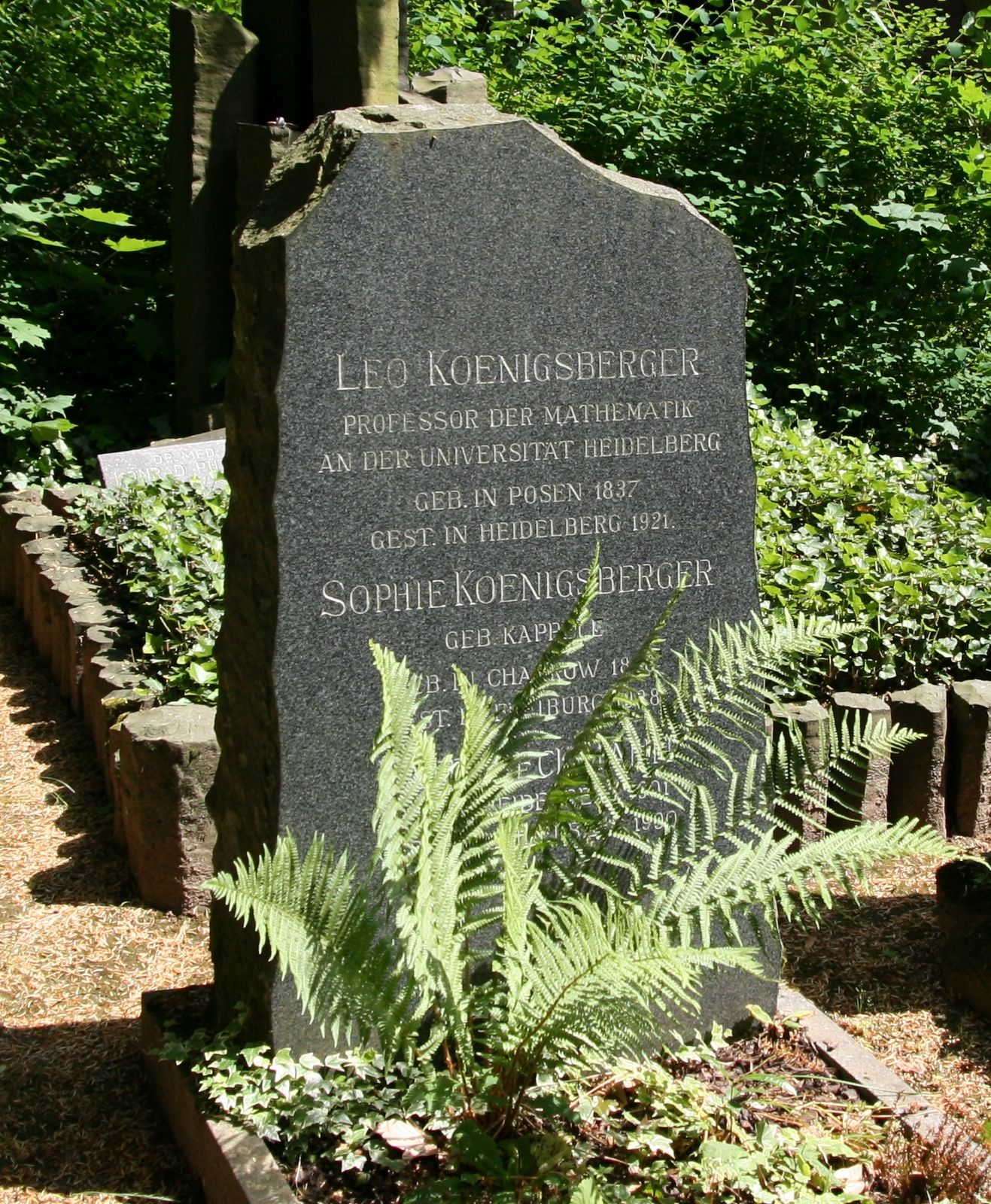
La tumba de Königsberger en Heidelberg

En 1919, publicó su autobiografía, Mein Leben (Mi vida). Su biografía de Helmholtz se publicó en 1902 y 1903. También escribió la biografía de C. G. J. Jacobi.
Las investigaciones de Königsberger estaban basadas en las funciones elípticas y las ecuaciones diferenciales. Fue alumno y amigo de Lazarus Fuchs.